# Nordost Autobahn
Nordost Autobahn er en betegnelse for motorvej A6 i Østrig, der forløber fra Bruck an der Leitha til den slovakiske grænse ved Kittsee. I Slovakiet videreføres motorvejen som D4, der har forbindelse til D2, der fører til Bratislava og Ungarn. Nordost Autobahn er 22 kilometer lang, og anlægsomkostningerne var omkring 146 mio. Euro.
Allerede efter fløjlsrevolutionen i 1989 fremkom der ide om motorvejen, og fra 1995 påbegyndte man planlægningen. I 1997 påbegyndtes et egentligt forprojekt, der førte til den endelige beslutning i 2000. Første spadestik til Nordost Autobahn blev taget den 26. november 2004 ved grænseovergangen Kittsee.
Motorvejen blev åbnet den 20. november 2007.
48°01′N 16°50′Ø / 48.02°N 16.84°Ø